# Pajualuse
Koordinaten: 59° 19′ N, 27° 23′ O
Pajualuse ist ein Dorf (estnisch küla) in der Gemeinde Jõhvi (Jõhvi vald). Es liegt im Kreis Ida-Viru (Ost-Wierland) im Nordosten Estlands.
Das Dorf hat 41 Einwohner (Stand 1. Januar 2012).